# Железная дорога Астара — Решт — Казвин
Железная дорога Астара — Решт — Казвин — строящийся транспортный коридор, который соединит действующие железные дороги России, Азербайджана и Ирана. Проект осуществляется в рамках международного транспортного коридора (МТК) «Север — Юг», целью которого является интеграция транспортно-информационных магистралей России, Азербайджана, Ирана и Индии.
Проект железной дороги предусматривает строительство на территории Ирана железнодорожной ветки, которая соединит азербайджанский приграничный город Астара с иранским городом Астара и, далее — Решт и Казвин.
На 2019 год сданы в эксплуатацию участок Астара (Азербайджан) — Астара (Иран) и участок Решт — Казвин.

## История
Ранее железнодорожное сообщение между Тегераном и Москвой осуществлялось через территорию Нахичеванской Автономной Республики (Азербайджан), Армении и Грузии, однако армяно-азербайджанский карабахский конфликт и последовавшая за ним блокада Нахичевани Арменией и собственно Армении — Азербайджаном воспрепятствовали эксплуатации этой ветки в постсоветское время.
Соглашение о строительстве новой дороги минуя территорию Армении и блокированной Нахичевани было заключено тремя сторонами в 2005 году. В рамках соглашения предусматривается строительство сегментов железной дороги на территории Ирана протяжённостью около 350 километров и на территории Азербайджана между Астарой и азербайджано-иранской границей протяжённостью 8,5 километров, а также реконструкция уже существующей железной дороги на территории Азербайджана. Стоимость проекта оценивается в 2 млрд долл. США. Строительство началось в 2006 году.

### Участок Решт — Казвин
В 2009 году иранская сторона приступила к строительству участка железной дороги между Рештом и Казвином.
На первоначальном этапе по коридору планируются грузоперевозки в объеме 6 млн, в дальнейшем — 15-20 млн тонн груза в год. Строительство железной дороги Решт — Казвин рассматривалось как один из самых сложных железнодорожных проектов Ирана, учитывая, что он проходит по разнообразному рельефу.
22 ноября 2018 года запущен первый пробный поезд по железной дороге Казвин — Решт. Церемония открытия этого участка состоялась 6 марта 2019 года с участием президента Ирана Хасана Рухани, министра экономики Азербайджана Шахина Мустафаева и официальных лиц Пакистана и Ирака.
На линии построено 52 тоннеля суммарной протяженностью 22 км, а также многочисленные мосты, в том числе мост, пересекающий водохранилище Манджил. Протяжённость участка составляет 164 км.

### Участок Астара — Решт
Первый испытательный грузовой поезд из России достиг иранской Астары 8 февраля 2018 года. После введения в эксплуатацию участка Астара (Азербайджан) — Астара (Иран) в конце марта 2018 года иранский участок железной дороги вместе со станцией Астара и новым грузовым терминалом был передан в аренду Азербайджану сроком на 25 лет. За 11 месяцев посредством этой железной дороги было перевезено более 270 тысяч тонн грузов.
Строительство отрезка Решт — Энзели планировалось завершить до марта 2022 года.
Общая стоимость проекта составляет 1,6 млрд евро. В 2018 году Азербайджан предоставил Ирану льготный кредит на 500 млн долларов США для строительства участка Астара — Решт. В 2022 году в России заявили о готовности выделить до 2030 года межгосударственный кредит на сумму 1,3 млрд евро. 17 мая 2023 года между Россией и Ираном было подписано соглашение о строительстве железнодорожной ветки Решт — Астара; Москва и Тегеран будут совместно финансировать проектирование, строительство, а также поставки товаров и услуг. Срок строительства предположительно составит 3 года. «Были переговоры, в том числе и на высшем уровне, и принято решение о строительстве участка линии Решт — Астара на совмещенной колее. То есть предусматривается укладка и 1435 мм (действующий в Иране стандарт) и 1520 мм (размер колеи в России и Азербайджане). Но сначала будут укладываться рельсы 1435 мм для того, чтобы использовать существующую инфраструктуру и как можно быстрее поехать».
Ввод линии в эксплуатацию ожидается к 2028 году; на середину 2024 года ведутся предпроектные исследовательские работы на участках трассы, итогом станет подписание контракта на стройку.
На 2022 год грузоперевозки по данному участку осуществляются автомобильным транспортом; протяжённость участка — 165 км.